# 比哈奇 (乌克兰)
51°37′9″N 31°38′36″E / 51.61917°N 31.64333°E

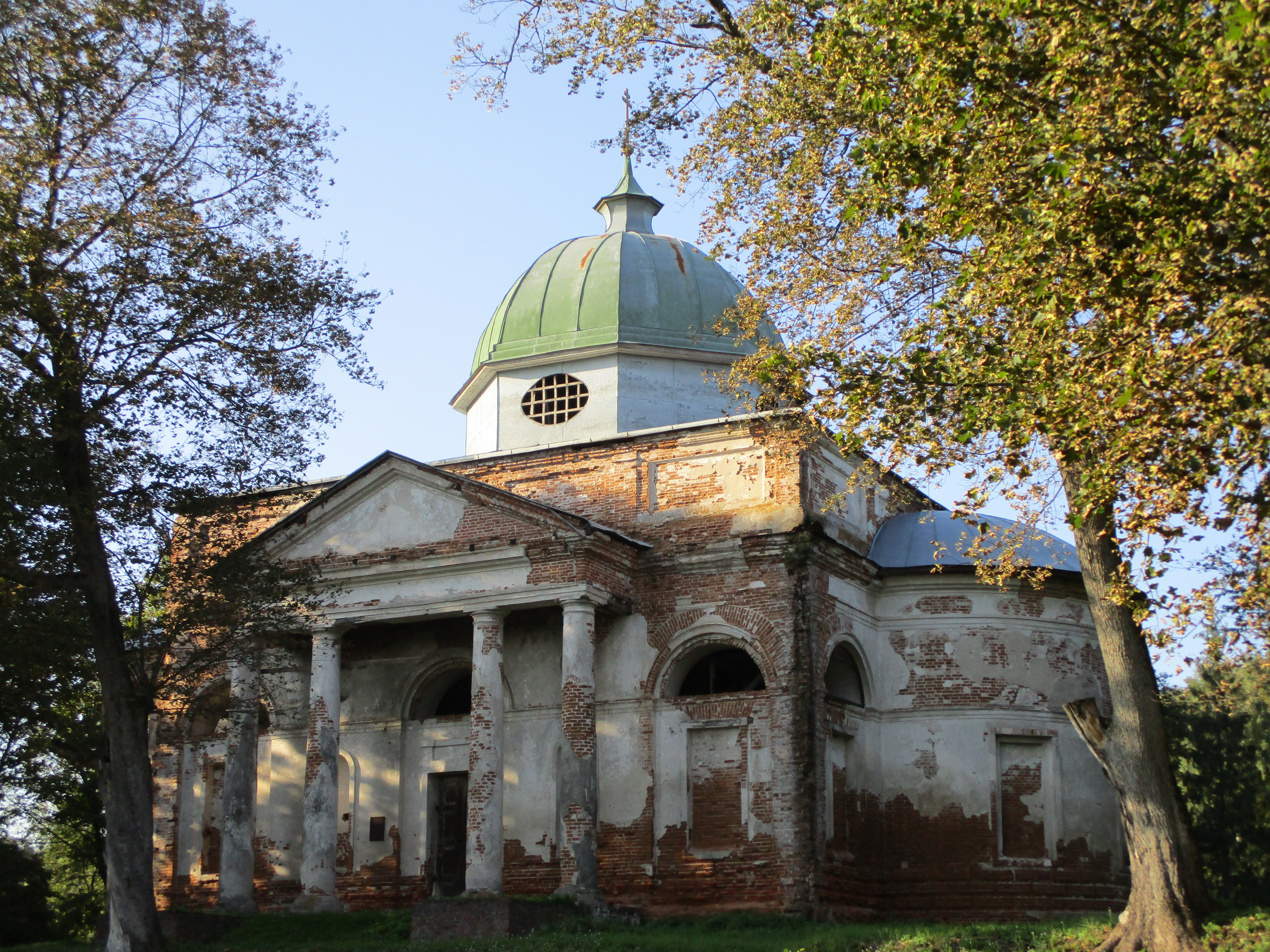
教堂

比哈奇（烏克蘭語：Бігач），是烏克蘭北部切爾尼希夫州切爾尼希夫區贝雷兹纳市镇的村庄。始建於1650年，面積1.76平方公里，海拔高度118米，2001年人口518，人口密度每平方公里294.32人。